# Mimostedes ugandicola
Mimostedes ugandicola är en skalbaggsart som beskrevs av Stefan von Breuning 1955. Mimostedes ugandicola ingår i släktet Mimostedes och familjen långhorningar. Inga underarter finns listade i Catalogue of Life.